# 庐无战役
庐无战役中国又称庐无讨伐战役、庐江无为战役，是中国抗日战争中，中日双方的一场战役。

## 背景
1938年夏，日军两次轰炸无为，中华民国无为县县长韦延杰带着常备队逃至无为西南乡。6月中旬，日军400多人入侵舒庐交界的荷包山，抵御的川军杨森部失利，后向庐、无方向撤退，庐江县长李治强率领县府人员逃往黄泥河。无、庐两县县政府处于真空的情况下，中共地下组织通过安徽省动委会内的知名爱国人士，敦促省政府撤销韦延杰、李治强的职务，并任命由地下党推荐的进步人土胡竺冰、翟宗文分任无为、庐江县县长。然而韦延杰和李志强拒不服从省政府的调动，新派的两位县长几次上任，韦、李均通过地方反动武装与日伪勾结，拒绝移交。在此情况下，安徽省政府主席、五战区第二十一集团军司令省动委会主任廖磊要求新四军第四支队，对韦延杰、李志强实行“压交”，并护送新县长胡竺冰、翟宗文到任。新四军第四支队司令员高敬亭即命令所属部队，对拒绝移交的无为、庐江两县的旧县长及所把持的地方武装发动攻击。

## 经过
1938年10月，新四军第4支队根据国中华民国安徽省政府电令，派出第7团、手枪团和特务营，进讨伐无为、庐江两县勾结日军、破坏抗日的原任县长及其反动武装。10月22日，抵达黄屯集中。23日上午，手枪团和特务营攻入无为县襄安镇，全歼驻襄安的无为县警备司令部和保安大队，俘警备司令等600余人。同日下午，第7团和特务营攻入无为县城，先后又歼5个保安大队。战斗结束后，胡竺冰就任县长，组建了无为县总队，张文学（中共党员）担任总队长。11月2日夜，新四军攻入庐江县城，在巷战中活捉警备司令，歼保安大队1,000余人。翟宗文担任新县长，并组建县中队。事后七团一营留守庐江，四支队其他部队陆续返回原驻地。两次讨伐战共歼日伪部队2,800余人，缴获各种枪1,600余支。

## 意义
此次战役对新四军有重大意义。首先开创了皖中抗战局面，提高了新四军在当地民众地位。新县长的到任，促使无为县抗日人民自卫军成立，并促使中共无为县委组织迅速发展、并解决了组建淮南抗日游击纵队武器短缺问题。1939年5月，新四军江北指挥部及前委在庐江东汤池成立。
随后新四军军部要求第4支队继续向东发展，但由于当时中共鄂豫皖省委执行王明领导的中共中央长江局采用的主张，加上第4支队长高敬亭的阻碍，部队并未向东发展。直至1938年11月，新四军参谋长张云逸抵达江北，直接指挥第四支队第八团（原鄂豫边红军游击队）东进。